# 狭羽节肢蕨
狭羽节肢蕨（学名：Arthromeris tenuicauda）为水龙骨科节肢蕨属下的一个种。